# Chantal Blaak
Chantal Blaak (Róterdam, 22 de octubre de 1989) es una ciclista neerlandesa. Destacó como amateur en campeonatos nacionales, incluyendo en los de pista, hasta que en 2008 debutó como profesional tras destacar internacionalmente en el Campeonato Mundial Contrarreloj Juvenil 2007 al acabar 5.ª y en el mismo campeonato en ruta al acabar 10.ª. Como profesional se hizo con varias victorias en pruebas amateurs y profesionales destacando el Open de Suède Vargarda 2014 (prueba puntuable para la Copa del Mundo).
En febrero de 2025, tras haberse quedado embarazada por segunda vez, anunció su retirada.

## Palmarés
2009
- Therme Kasseienomloop
- 2.ª en el Campeonato de los Países Bajos en Ruta
- Campeonato Europeo en Ruta sub-23

2011
- 1 etapa del RaboSter Zeeuwsche Eilanden
- Erondegemse Pijl

2014
- Molecaten Drentse 8
- 1 etapa del Energiewacht Tour
- Open de Suède Vargarda

2015
- Le Samyn des Dames
- 1 etapa del Emakumeen Euskal Bira
- 3.ª en el Campeonato de los Países Bajos Contrarreloj

2016
- Le Samyn des Dames
- Tour de Drenthe femenino
- Gante-Wevelgem
- 1 etapa del Energiewacht Tour
- 2.ª en el Campeonato de los Países Bajos Contrarreloj
- Boels Rental Ladies Tour

2017
- 1 etapa del Healthy Ageing Tour
- Campeonato de los Países Bajos en Ruta
- Campeonato Mundial en Ruta

2018
- 1 etapa del Healthy Ageing Tour
- Amstel Gold Race
- Campeonato de los Países Bajos en Ruta
- 1 etapa del Boels Ladies Tour

2019
- Omloop Het Nieuwsblad
- 2.ª en los Juegos Europeos Contrarreloj

2020
- Le Samyn des Dames
- Tour de Flandes

2021
- Strade Bianche
- Dwars door het Hageland
- Simac Ladies Tour
- Drentse Acht van Westerveld

2024
- Campeonato de los Países Bajos en Ruta

## Resultados

### Grandes Vueltas y Campeonatos del Mundo
Durante su carrera deportiva consiguió los siguientes puestos en las Grandes Vueltas femeninas y en los Campeonatos del Mundo en carretera:
| Carrera              | Carrera              | 2008 | 2009 | 2010 | 2011 | 2012 | 2013 | 2014 | 2015 | 2016 | 2017 | 2018 | 2019 | 2020 | 2021 | 2022 | 2023 | 2024 |
| -------------------- | -------------------- | ---- | ---- | ---- | ---- | ---- | ---- | ---- | ---- | ---- | ---- | ---- | ---- | ---- | ---- | ---- | ---- | ---- |
|                      | Giro de Italia       | —    | —    | 62.ª | 43.ª | —    | Ab.  | 38.ª | 49.ª | —    | 41.ª | 50.ª | Ab.  | 18.ª | Ab.  | —    | —    | Ab.  |
|                      | Tour de l'Aude       | —    | —    | —    | X    | X    | X    | X    | X    | X    | X    | X    | X    | X    | X    | X    | X    | X    |
|                      | Tour de Francia      | —    | —    | X    | X    | X    | X    | X    | X    | X    | X    | X    | X    | X    | X    | 49.ª | —    | —    |
| Mundial en Ruta      | Mundial en Ruta      | —    | 23.ª | Ab.  | 98.ª | —    | —    | 17.ª | 61.ª | 50.ª | 1.ª  | 44.ª | 43.ª | 12.ª | 32.ª | —    | —    | —    |
| Mundial Contrarreloj | Mundial Contrarreloj | —    | —    | —    | —    | —    | —    | 13.ª | —    | —    | —    | —    | —    | —    | —    | —    | —    | —    |

—: no participa

Ab: abandono

X: ediciones no celebradas

### Campeonatos y JJ. OO.
| Carrera            | Especialidad | 2008         | 2009         | 2010         | 2011         | 2012         | 2013         | 2014         | 2015         | 2016         | 2017         | 2018         | 2019         | 2020         | 2021         | 2022         | 2023 | 2024 |
| ------------------ | ------------ | ------------ | ------------ | ------------ | ------------ | ------------ | ------------ | ------------ | ------------ | ------------ | ------------ | ------------ | ------------ | ------------ | ------------ | ------------ | ---- | ---- |
| Juegos Olímpicos   | Ruta         | —            | No disputado | No disputado | No disputado | —            | No disputado | No disputado | No disputado | —            | No disputado | No disputado | No disputado | No disputado | —            | ND           | ND   | —    |
| Juegos Olímpicos   | Contrarreloj | —            | No disputado | No disputado | No disputado | —            | No disputado | No disputado | No disputado | —            | No disputado | No disputado | No disputado | No disputado | —            | ND           | ND   | —    |
| Campeonato Mundial | Ruta         | —            | 23.ª         | Ab.          | 98.ª         | —            | —            | 17.ª         | 61.ª         | 50.ª         | 1.ª          | 44.ª         | 43.ª         | 12.ª         | 32.ª         | —            | —    | —    |
| Campeonato Mundial | Contrarreloj | —            | —            | —            | —            | —            | —            | 13.ª         | —            | —            | —            | —            | —            | —            | —            | —            | —    | —    |
| Campeonato Europeo | Ruta         | X            | X            | X            | X            | X            | X            | X            | X            | 45.ª         | 62.ª         | 23.ª         | 28.ª         | 4.ª          | Ab.          | —            | —    | —    |
| Campeonato Europeo | Contrarreloj | X            | X            | X            | X            | X            | X            | X            | X            | —            | —            | —            | —            | —            | —            | —            | —    | —    |
| Juegos Europeos    | Ruta         | No disputado | No disputado | No disputado | No disputado | No disputado | No disputado | No disputado | Ab.          | No disputado | No disputado | No disputado | 66.ª         | No disputado | No disputado | No disputado | —    | ND   |
| Juegos Europeos    | Contrarreloj | No disputado | No disputado | No disputado | No disputado | No disputado | No disputado | No disputado | —            | No disputado | No disputado | No disputado | 2.ª          | No disputado | No disputado | No disputado | —    | ND   |
| Países Bajos       | Ruta         | 43.ª         | 2.ª          | 11.ª         | 3.ª          | —            | 26.ª         | 19.ª         | 10.ª         | 34.ª         | 1.ª          | 1.ª          | 13.ª         | 7.ª          | 41.ª         | 26.ª         | —    | 1.ª  |
| Países Bajos       | Contrarreloj | 11.ª         | 9.ª          | 10.ª         | —            | —            | 9.ª          | 4.ª          | 3.ª          | 2.ª          | 6.ª          | 5.ª          | —            | X            | —            | —            | —    | —    |
| Carrera            | Especialidad | 2008         | 2009         | 2010         | 2011         | 2012         | 2013         | 2014         | 2015         | 2016         | 2017         | 2018         | 2019         | 2020         | 2021         | 2022         | 2023 | 2024 |

—: No participa 

Ab.: Abandona 

X: No se disputó

## Equipos
- AA Drink/Leontien.nl (2008-2012)
  - AA Drink Cycling Team (2008)
  - Leontien.nl (2009-2010)
  - AA Drink-Leontien.nl Cycling Team (2011-2012)
  - Forno d'Asolo-Colavita (2012)
- Team TIBCO-To The Top (2013)
- Specialized-Lululemon (2014)
- Boels-Dolmans/SD Worx (2015-2025)
  - Boels-Dolmans Cycling Team (2015-2020)
  - Team SD Worx (2021-2023)
  - Team SD Worx-Protime (2024-2025)